# Lison
Lison és un municipi francès situat al departament de Calvados i a la regió de Normandia. L'any 2007 tenia 475 habitants.

## Demografia

### Població
El 2007 la població de fet de Lison era de 475 persones. Hi havia 196 famílies de les quals 52 eren unipersonals (28 homes vivint sols i 24 dones vivint soles), 72 parelles sense fills, 56 parelles amb fills i 16 famílies monoparentals amb fills.
La població ha evolucionat segons el següent gràfic:
Habitants censats

### Habitatges
El 2007 hi havia 231 habitatges, 193 eren l'habitatge principal de la família, 23 eren segones residències i 15 estaven desocupats. 216 eren cases i 12 eren apartaments. Dels 193 habitatges principals, 109 estaven ocupats pels seus propietaris, 83 estaven llogats i ocupats pels llogaters i 1 estava cedit a títol gratuït; 14 tenien dues cambres, 57 en tenien tres, 57 en tenien quatre i 66 en tenien cinc o més. 77 habitatges disposaven pel capbaix d'una plaça de pàrquing. A 95 habitatges hi havia un automòbil i a 71 n'hi havia dos o més.

### Piràmide de població
La piràmide de població per edats i sexe el 2009 era:
| Homes | Edats   | Dones |
| ----- | ------- | ----- |
| 0     | 95 o +  | 0     |
| 0     | 90 a 94 | 8     |
| 0     | 85 a 89 | 8     |
| 0     | 80 a 84 | 0     |
| 16    | 75 a 79 | 20    |
| 16    | 70 a 74 | 20    |
| 4     | 65 a 69 | 8     |
| 20    | 60 a 64 | 8     |
| 12    | 55 a 59 | 20    |
| 12    | 50 a 54 | 12    |
| 16    | 45 a 49 | 16    |
| 20    | 40 a 44 | 16    |
| 12    | 35 a 39 | 8     |
| 20    | 30 a 34 | 8     |
| 8     | 25 a 29 | 4     |
| 12    | 20 a 24 | 24    |
| 12    | 15 a 19 | 12    |
| 12    | 10 a 14 | 16    |
| 4     | 5 a 9   | 16    |
| 16    | 0 a 4   | 8     |

## Economia
El 2007 la població en edat de treballar era de 277 persones, 193 eren actives i 84 eren inactives. De les 193 persones actives 159 estaven ocupades (92 homes i 67 dones) i 35 estaven aturades (15 homes i 20 dones). De les 84 persones inactives 46 estaven jubilades, 15 estaven estudiant i 23 estaven classificades com a «altres inactius».

### Ingressos
El 2009 a Lison hi havia 191 unitats fiscals que integraven 470 persones, la mediana anual d'ingressos fiscals per persona era de 12.308,5 €.

### Activitats econòmiques
Dels 3 establiments que hi havia el 2007, 2 eren d'empreses de construcció i 1 d'una empresa de transport.
Dels 2 establiments de servei als particulars que hi havia el 2009, 1 era un paleta i 1 guixaire pintor.
L'any 2000 a Lison hi havia 26 explotacions agrícoles que ocupaven un total de 1.035 hectàrees.

## Equipaments sanitaris i escolars
El 2009 hi havia una escola maternal integrada dins d'un grup escolar amb les comunes properes formant una escola dispersa.

## Poblacions més properes
El següent diagrama mostra les poblacions més properes.